# جروم فولن
جروم فولن (انگلیسی: Jérôme Foulon؛ زادهٔ ۶ فوریهٔ ۱۹۷۱) بازیکن فوتبال سابق اهل فرانسه است که در پست مدافع بازی می‌کند.
از باشگاه‌هایی که در آن بازی کرده‌است می‌توان به باشگاه فوتبال گنگام، باشگاه فوتبال والنسین، و باشگاه فوتبال لیل اشاره کرد.